# 田島穣
田島 穣（たじま ゆたか、1958年（昭和33年）1月24日 - ）は、日本の実業家。ロックフェラーグループ取締役副社長等を経て、三菱地所リアルエステートサービス代表取締役社長や、駐車場綜合研究所代表取締役会長、不動産流通経営協会副理事長などを務めた。

## 人物・経歴
1976年佐賀県立白石高等学校卒業。1980年一橋大学商学部卒業、三菱地所入社。メックユーケー経理部副長への出向を経て、2003年からロックフェラーグループ取締役副社長。2008年三菱地所経営企画部長。2010年三菱地所執行役員経営企画部長。2012年三菱地所執行役員ビルアセット開発部長。2013年三菱地所常務執行役員に昇格し、都市開発業務部、再開発事業部、物流施設事業部を担当。
2014年三菱地所常務執行役員商業・物流業務企画部、商業施設運営事業部、商業施設開発部、商業施設営業部、物流施設事業部担当長。物流施設の整備などを進めたのち、2017年から三菱地所リアルエステートサービス代表取締役社長 及び、大学の同期の榊真二理事長の下で不動産流通経営協会副理事長を務めた。
2018年には駐車場綜合研究所の買収を行い、同年より同社代表取締役会長も兼務した。2019年丸の内熱供給代表取締役社長、日本熱供給事業協会代表理事・副会長。2022年ノジマ顧問、自然電力シニアアドバイザー、FPG取締役、ニューシナジー・キャピタル・マネジメント取締役。2023年ノジマ取締役兼執行役事業推進部長兼総務部長、マネースクエアHD取締役、マネースクエア取締役、コネクシオ監査役。